# Leandro Franceschini
Leandro Franceschini (1915) foi um médico, doutor e professor de grande destaque para a região Metropolitana de Campinas. Foi prefeito da cidade de Sumaré em 1958.
Foi o fundador da primeira escola técnica da cidade, que leva o seu nome, a "E.M. Dr. Leandro Franceschini", que é uma escola de Educação Profissional Técnica de Nível Médio Integrado.
Hoje, a escola conta com aproximadamente 1000 alunos e os cursos técnicos em Administração, Contabilidade, Informática e Segurança do Trabalho, capacitando os alunos e formando profissionais para o mercado de trabalho.
Além da Escola Técnica, também leva o seu nome o Hospital Estadual de Sumaré, pertencente ao Governo do Estado de São Paulo e sob a gestão da Universidade Estadual de Campinas (UNICAMP), uma autarquia do Estado de São Paulo.